# St. Louis Rams 2011
La stagione 2011 dei St. Louis Rams è stata la 74ª della franchigia nella National Football League e la 17ª a St. Louis, Missouri Dopo un record di 2-14, a fine stagione il capo-allenatore Steve Spagnuolo fu licenziato. Il record di 15-65 nel quinquennio dal 2007 al 2011 dei Rams fu il peggiore della storia della NFL. I Cleveland Browns dal 2013 al 2017 in seguito pareggiarono questo primato negativo.

## Scelte nel Draft 2011
| Scelte dei Rams nel Draft 2011 |        |                 |       |                   |
| Giro                           | Scelta | Giocatore       | Ruolo | College           |
| 1                              | 14     | Robert Quinn    | DE    | North Carolina    |
| 2                              | 47     | Lance Kendricks | TE    | Wisconsin         |
| 3                              | 78     | Austin Pettis   | WR    | Boise State       |
| 4                              | 112    | Greg Salas      | WR    | Hawai'i           |
| 5                              | 158    | Jermale Hines   | S     | Ohio State        |
| 7                              | 216    | Mikail Baker    | CB    | Baylor            |
| 7                              | 228    | Jabara Williams | LB    | Stephen F. Austin |
| 7                              | 229    | Jonathan Nelson | S     | Oklahoma          |

## Roster
| Roster dei St. Louis Rams nel 2011 |
| --- |
| Quarterback - 8 Sam Bradford - 12 Tom Brandstater - 10 Kellen Clemens - 4 A.J. Feeley Running Back - 39 Steven Jackson - 34 Jerious Norwood - 35 Quinn Porter KR - 33 Cadillac Williams Wide Receiver - 84 Danario Alexander - 15 Dominique Curry - 11 Brandon Gibson - 83 Brandon Lloyd - 17 Nick Miller PR Tight End - 47 Billy Bajema - 41 Benjamin Guidugli FB - 88 Lance Kendricks - 82 Mike McNeill - 81 Stephen Spach Offensive Linemen - 60 Jason Brown C/G - 62 Harvey Dahl G - 73 Adam Goldberg T/G - 70 Kevin Hughes G - 79 Mark LeVoir T - 67 Bryan Mattison G/C - 72 Thomas Welch T - 64 Tony Wragge G/C Defensive Linemen - 99 C.J. Ah You DE - 95 Justin Bannan DT - 71 Gary Gibson DT - 96 James Hall DE - 91 Chris Long DE - 94 Robert Quinn DE - 98 Fred Robbins DT - 97 Darell Scott DT - 92 Eugene Sims DE Linebacker - 57 Chris Chamberlain OLB - 52 Justin Cole ILB - 50 Bryan Kehl OLB - 55 James Laurinaitis MLB - 53 David Nixon OLB - 51 Brady Poppinga OLB Defensive Back - 37 James Butler SS/FS - 43 Craig Dahl SS/FS - 38 Josh Gordy CB - 26 Rod Hood CB - 21 Justin King CB - 27 Quintin Mikell FS - 30 Nate Ness CB - 36 Chris Smith CB - 20 Darian Stewart SS Special Team - 3 Josh Brown K - 5 Donnie Jones P - 44 Jacob McQuaide LS Lista delle riserve - 16 Danny Amendola WR (IR) - 24 Ron Bartell CB (IR) - 63 Jacob Bell G (IR) - 89 Mark Clayton WR (IR) - 93 Jermelle Cudjo DT (IR) - 32 Bradley Fletcher CB (IR) - 31 Al Harris CB (IR) - 86 Michael Hoomanawanui TE (IR) - 56 Josh Hull ILB (IR) - 22 Brian Jackson CB/FS (IR) - 25 Marquis Johnson CB (IR) - 49 Brit Miller FB (IR) - 23 Jerome Murphy CB (IR) - 18 Austin Pettis WR (Sospeso) - 76 Rodger Saffold T (IR) - 87 Greg Salas WR (IR) - 77 Jason Smith OT (IR) Squadra di allenamento - 90 Cornell Banks DT - 61 Tim Barnes C - 42 Kendric Burney CB - -- John Chiles WR - -- DeMarco Cosby TE/FB - 66 John Henderson DT - 68 Ryan McKee OT - 46 Chase Reynolds RB |
| Legenda - I rookie sono in corsivo. - Il primo ruolo è il principale mentre gli eventuali successivi indicano i ruoli secondari. - (IR) sta per Injured Reserve ed indica la lista ristretta per un solo giocatore infortunato che può tornare ad allenarsi dopo la settimana 6 e a rientrare in prima squadra dopo che questa ha giocato 8 partite. - (NF-Inj.) / (NF-Ill.) stanno rispettivamente per Non-Football Injured e Non-Football Illness ed indicano le liste dove viene inserito un giocatore che ha un infortunio o una malattia non dipendente dal football americano. - (PUP) sta per Physically Unable to Perform ed indica la lista dove viene inserito un giocatore mentre è in attesa di recuperare la condizione fisica. Nella stagione regolare dopo la sesta partita giocata dalla propria squadra, il giocatore ha tempo tre settimane per riprendere ad allenarsi, più tre settimane aggiuntive dal suo rientro agli allenamenti per rientrare in prima squadra. |

## Calendario
| Stagione regolare |                        |                    |                    |                               |                    |
| Turno             | Avversario             | Risultati          | Risultati          | Stadio                        | NFL.com recap      |
| Turno             | Avversario             | Punteggio          | Record             | Stadio                        | NFL.com recap      |
| 1                 | Philadelphia Eagles    | S 13–31            | 0–1                | Edward Jones Dome             | Recap              |
| 2                 | at New York Giants     | S 16–28            | 0–2                | MetLife Stadium               | Recap              |
| 3                 | Baltimore Ravens       | S 7–37             | 0–3                | Edward Jones Dome             | Recap              |
| 4                 | Washington Redskins    | S 10–17            | 0–4                | Edward Jones Dome             | Recap              |
| 5                 | Settimana di pausa     | Settimana di pausa | Settimana di pausa | Settimana di pausa            | Settimana di pausa |
| 6                 | at Green Bay Packers   | S 3–24             | 0–5                | Lambeau Field                 | Recap              |
| 7                 | at Dallas Cowboys      | S 7–34             | 0–6                | Cowboys Stadium               | Recap              |
| 8                 | New Orleans Saints     | V 31–21            | 1–6                | Edward Jones Dome             | Recap              |
| 9                 | at Arizona Cardinals   | S 13–19 (DTS)      | 1–7                | University of Phoenix Stadium | Recap              |
| 10                | at Cleveland Browns    | V 13–12            | 2–7                | Cleveland Browns Stadium      | Recap              |
| 11                | Seattle Seahawks       | S 7–24             | 2–8                | Edward Jones Dome             | Recap              |
| 12                | Arizona Cardinals      | S 20–23            | 2–9                | Edward Jones Dome             | Recap              |
| 13                | at San Francisco 49ers | S 0–26             | 2–10               | Candlestick Park              | Recap              |
| 14                | at Seattle Seahawks    | S 13–30            | 2–11               | CenturyLink Field             | Recap              |
| 15                | Cincinnati Bengals     | S 13–20            | 2–12               | Edward Jones Dome             | Recap              |
| 16                | at Pittsburgh Steelers | S 0–27             | 2–13               | Heinz Field                   | Recap              |
| 17                | San Francisco 49ers    | S 27–34            | 2–14               | Edward Jones Dome             | Recap              |

## Classifiche
| NFC West                |    |    |   |      |     |      |     |     |     |
|                         | V  | S  | P | %    | DIV | CONF | PF  | PS  | STR |
| (2) San Francisco 49ers | 13 | 3  | 0 | .813 | 5–1 | 10–2 | 380 | 229 | V3  |
| Arizona Cardinals       | 8  | 8  | 0 | .500 | 4–2 | 7–5  | 312 | 348 | V1  |
| Seattle Seahawks        | 7  | 9  | 0 | .438 | 3–3 | 6–6  | 321 | 315 | S2  |
| St. Louis Rams          | 2  | 14 | 0 | .125 | 0–6 | 1–11 | 193 | 407 | S7  |